# Liste der Kulturdenkmale in Norstedt
In der Liste der Kulturdenkmale in Norstedt sind alle Kulturdenkmale der schleswig-holsteinischen Gemeinde Norstedt (Kreis Nordfriesland) aufgelistet (Stand: 10. März 2025).

## Legende
In den Spalten befinden sich folgende Informationen:
- Objekt-ID: die Nummer des Kulturdenkmales
- Lage: die Adresse des Kulturdenkmales und die geographischen Koordinaten. Kartenansicht, um Koordinaten zu setzen. In der Kartenansicht sind Kulturdenkmale ohne Koordinaten mit einem roten Marker dargestellt und können in der Karte gesetzt werden. Kulturdenkmale ohne Bild sind mit einem blauen Marker gekennzeichnet, Kulturdenkmale mit Bild mit einem grünen Marker.
- Offizielle Bezeichnung: Bezeichnung des Kulturdenkmales
- Beschreibung: die Beschreibung des Kulturdenkmales
- Bild: ein Bild des Kulturdenkmales

## Mehrheit von baulichen Anlagen
| Objekt-ID | Lage                                               | Offizielle Bezeichnung | Beschreibung | Bild |
| --------- | -------------------------------------------------- | ---------------------- | --- | ---- |
| 47157     | Süderende 1, 7, 9, 19 (54° 35′ 15″ N, 9° 7′ 45″ O) | Süderende Norstedt     | Süderende Norstedt; um 1900; Ensemble aus vier traufständigen, eingeschossigen Gebäuden mit Drempel und mittigen übergiebelten Risaliten, vornehmlich backsteinsichtige Fassaden mit Zierfriesen - Begründung: geschichtlich, städtebaulich, Kulturlandschaft prägend - Schutzumfang: Bauernhaus (Süderende 1), Gasthaus „Norstedter Kroog“ (Süderende 7), Wohn- und Wirtschaftsgebäude (Süderende 9, 19) | BW   |

## Bauliche Anlagen
| Objekt-ID | Lage                                     | Offizielle Bezeichnung      | Beschreibung | Bild |
| --------- | ---------------------------------------- | --------------------------- | --- | ---- |
| 5677      | Süderende 7 (54° 35′ 18″ N, 9° 7′ 45″ O) | Gasthaus „Norstedter Kroog“ | Gasthaus „Norstedter Kroog“; 1905; eingeschossiger Backsteinbau mit Drempel unter Schopfwalmdach, zur Straße Gasthaus mit Eingangsrisalit und Ausspann, rückwärtiger Stallflügel, Fassade mit Backsteinzierfriesen - Begründung: geschichtlich, städtebaulich, Kulturlandschaft prägend - Schutzumfang: gesamtes Objekt - Denkmaltyp: Bauliche Anlage, Mehrheit von baulichen Anlagen: Süderende Norstedt | BW   |

## Quelle
- Liste der Kulturdenkmale in Schleswig-Holstein – Kreis Nordfriesland (PDF)

- Karte mit allen Koordinaten:
- OSM |
- WikiMap